# 博尔什河畔圣乔治
博尔什河畔圣乔治（法語：Saint-Georges-sur-Baulche，法語發音：[sɛ̃ ʒɔʁʒ syʁ bolʃ] ⓘ）是法国勃艮第-弗朗什-孔泰大区约讷省的一个市镇，位于该省中部，欧塞尔市区以西，属于欧塞尔区。

## 地理
博尔什河畔圣乔治（47°48'19"N, 3°31'59"E）面积9.6 平方千米，位于法国勃艮第-弗朗什-孔泰大區约讷省，该省份为法国中北部内陆省份，西接卢瓦雷省，西北接塞纳-马恩省，南至涅夫勒省，东临科多尔省，东北与奥布省接壤。
与博尔什河畔圣乔治接壤的市镇（或旧市镇、城区）包括：佩里尼、欧塞尔、沙尔比、维勒法尔若。
博尔什河畔圣乔治的时区为UTC+01:00、UTC+02:00（夏令时）。

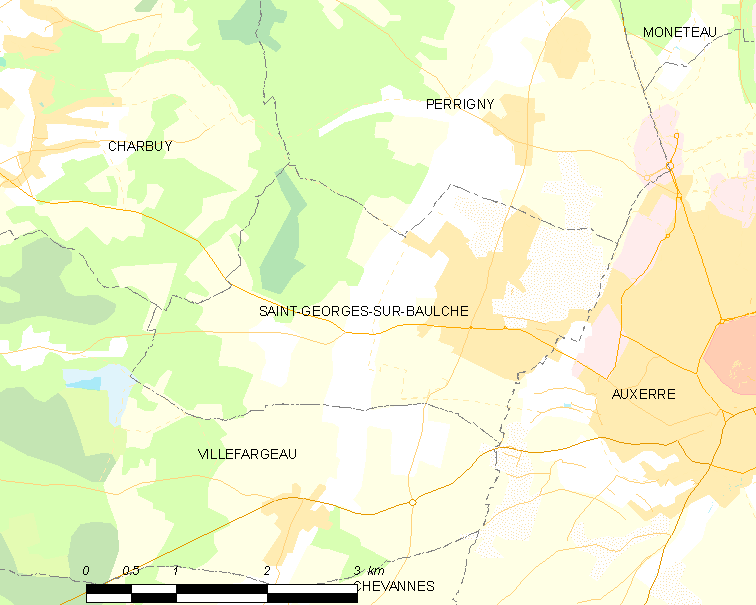
博尔什河畔圣乔治的OSM定位图

## 行政
博尔什河畔圣乔治的邮政编码为89000，INSEE市镇编码为89346。

## 政治
博尔什河畔圣乔治所属的省级选区为欧塞尔第一县。

## 交通
约讷省省道D89线、D158线和D458线在境内交汇。

## 人口

1962-2008年间博尔什河畔圣乔治人口变化图示

博尔什河畔圣乔治于2022年1月1日时的人口数量为3176人。